# So Good (canção de B.o.B)
"So Good" é uma canção do rapper norte-americano B.o.B. Ela foi lançada como single para download digital em 21 de Fevereiro de 2012. Foi composta por Bobby Ray Simmons, Ryan Tedder e Tyler McGowen e foi produzida por Tedder. A canção debutou na 11ª posição da Billboard Hot 100 e na 7ª do Reino Unido, além de atingir o Top 10 da Irlanda e da Austrália.

## Videoclipe
No início de 2012, no Dia dos Namorados (Valentine's Day), para promover o lançamento do single, B.o.B lançou um trailer para "So Good", que contou com várias imagens do vídeo da canção. Após o lançamento oficial da canção, o rapper lançou um teaser do videoclipe que foi dirigido pelo diretor Justin Francis. O lançamento oficial ocorreu em 21 de março de 2012.

## Lista de Faixas
'Download Digital'
Liberado no iTunes em 21 de Fevereiro de 2012.
1. "So Good" - 3:33

'Download Digital - Reino Unido'
Liberado em 5 de Abil de 2012.
1. "So Good" - 3:33
2. "Play The Guitar" - 3:24
3. "Strange Cluds" - 3:46

## Recepção da Critica
| Críticas profissionais | Críticas profissionais |
| Avaliações da crítica  | Avaliações da crítica  |
| Fonte                  | Avaliação              |
| ---------------------- | ---------------------- |
| Digital Spy            | 3 de 5 estrelas.       |
| HipHopDX               | 4 de 5 estrelas.       |

Lewis Corner, da Digital Spy, fez uma análise da canção "quando ele não está 'alto' como uma pipa, parece que o rapper americano B.o.B. ele parece ter algum interesse pelas artes". "Ela disse que eu sou seu favorito, porque ela admira a arte de Michelangelo com o fluxo," ele declarou em seu single mais recente, 'So Good' - e a referência a artistas não para ai. "Picasso with the bars/ She's well put together like a piece of Gershwin" ("Picasso com as barras/Ela está bem colocada como um pedaço de Gershwin") ele completou com seu mais recente amor pelas simples mistura de piano e batidas. Enquanto alega estar voando alto com as figuras Renascentistas, a atitude divertida e despreocupada de B.o.B consegue envocar um Michelangelo popular - se estamos falando da versão dos Tartarugas Ninjas, na verdade." O HipHopDX disse que a canção: "Submerge-se em território carismático de um Top 40, vazio de qualquer propósito real além de cantar junto o refrão".

## Desempenho Comercial
"So Good", estreou na Billboard Hot 100 na 11ª posição, vendendo 164,000 cópias digitais em sua primeira semana. Em maio de 2012 a canção obteve certificação de platina pela RIAA nos Estados Unidos, com isso canção já teria vendido 1,000,000 cópias no páis, se tornando o single solo do cantor mais bem sucedido até então.